# 24h Le Mans 1999

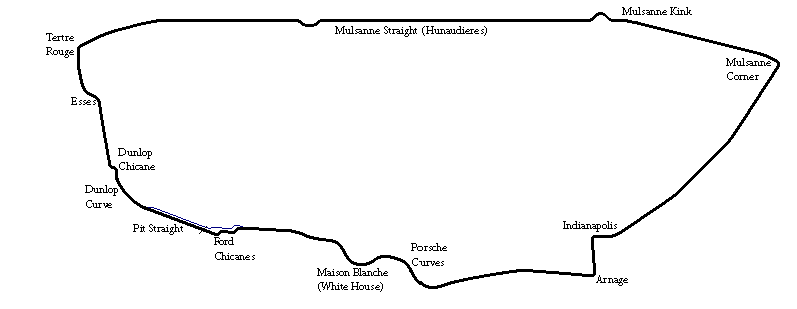
Tor Circuit de la Sarthe

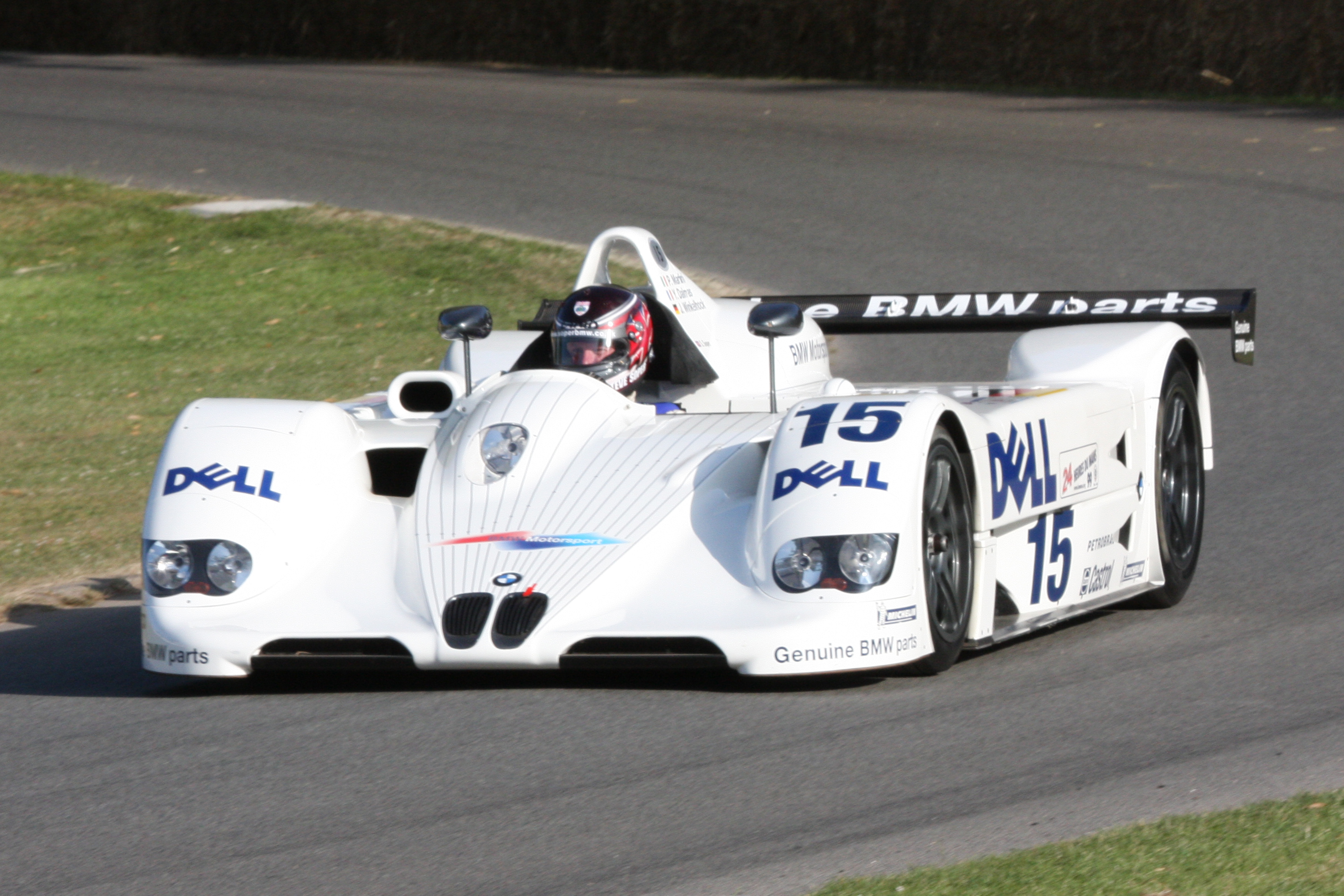
BMW V12 LMR nr 15 – zwycięzca wyścigu

24h Le Mans 1999 – 24–godzinny wyścig rozegrany na torze Circuit de la Sarthe w dniach 12–13 czerwca 1999 roku.

## Wyniki
Źródło: experiencelemans.com
| Poz.  | Klasa | Nr | Zespół                                        | Kierowcy                                                     | Nadwozie                     | Opony | Okr. |
| Poz.  | Klasa | Nr | Zespół                                        | Kierowcy                                                     | Silnik                       | Opony | Okr. |
| ----- | ----- | -- | --------------------------------------------- | ------------------------------------------------------------ | ---------------------------- | ----- | ---- |
| 1     | LMP   | 15 | BMW Motorsport                                | Joachim Winkelhock Pierluigi Martini Yannick Dalmas          | BMW V12 LMR                  | M     | 365  |
| 1     | LMP   | 15 | BMW Motorsport                                | Joachim Winkelhock Pierluigi Martini Yannick Dalmas          | BMW S70 6.0L V12             | M     | 365  |
| 2     | LMGTP | 3  | Toyota Motorsport Toyota Team Europe          | Ukyō Katayama Keiichi Tsuchiya Toshio Suzuki                 | Toyota GT-One                | M     | 364  |
| 2     | LMGTP | 3  | Toyota Motorsport Toyota Team Europe          | Ukyō Katayama Keiichi Tsuchiya Toshio Suzuki                 | Toyota R36V 3.6L Turbo V8    | M     | 364  |
| 3     | LMP   | 8  | Audi Sport Team Joest                         | Frank Biela Didier Theys Emanuele Pirro                      | Audi R8R                     | M     | 360  |
| 3     | LMP   | 8  | Audi Sport Team Joest                         | Frank Biela Didier Theys Emanuele Pirro                      | Audi 3.6L Turbo V8           | M     | 360  |
| 4     | LMP   | 7  | Audi Sport Team Joest                         | Michele Alboreto Rinaldo Capello Laurent Aïello              | Audi R8R                     | M     | 346  |
| 4     | LMP   | 7  | Audi Sport Team Joest                         | Michele Alboreto Rinaldo Capello Laurent Aïello              | Audi 3.6L Turbo V8           | M     | 346  |
| 5     | LMP   | 18 | Price+Bscher                                  | Thomas Bscher Bill Auberlen Steve Soper                      | BMW V12 LM                   | Y     | 345  |
| 5     | LMP   | 18 | Price+Bscher                                  | Thomas Bscher Bill Auberlen Steve Soper                      | BMW S70 6.0L V12             | Y     | 345  |
| 6     | LMP   | 13 | Courage Compétition                           | Alex Caffi Andrea Montermini Domenico Schiattarella          | Courage C52                  | B     | 342  |
| 6     | LMP   | 13 | Courage Compétition                           | Alex Caffi Andrea Montermini Domenico Schiattarella          | Nissan VRH35L 3.5L Turbo V8  | B     | 342  |
| 7     | LMP   | 12 | Panoz Motorsports                             | David Brabham Éric Bernard Butch Leitzinger                  | Panoz LMP-1 Roadster-S       | M     | 336  |
| 7     | LMP   | 12 | Panoz Motorsports                             | David Brabham Éric Bernard Butch Leitzinger                  | Ford (Élan) 6.0L V8          | M     | 336  |
| 8     | LMP   | 21 | Nissan Motorsports                            | Didier Cottaz Marc Goossens Fredrik Ekblom                   | Courage C52                  | B     | 335  |
| 8     | LMP   | 21 | Nissan Motorsports                            | Didier Cottaz Marc Goossens Fredrik Ekblom                   | Nissan VRH35L 3.5L Turbo V8  | B     | 335  |
| 9     | LMP   | 14 | Pescarolo Promotion Racing Team               | Henri Pescarolo Michel Ferté Patrice Gay                     | Courage C50                  | P     | 327  |
| 9     | LMP   | 14 | Pescarolo Promotion Racing Team               | Henri Pescarolo Michel Ferté Patrice Gay                     | Porsche 3.0L Turbo Flat-6    | P     | 327  |
| 10    | GTS   | 51 | Viper Team Oreca                              | Olivier Beretta Karl Wendlinger Dominique Dupuy              | Chrysler Viper GTS-R         | M     | 325  |
| 10    | GTS   | 51 | Viper Team Oreca                              | Olivier Beretta Karl Wendlinger Dominique Dupuy              | Chrysler 8.0L V10            | M     | 325  |
| 11    | LMP   | 11 | Panoz Motorsports                             | Johnny O’Connell Jan Magnussen Max Angelelli                 | Panoz LMP-1 Roadster-S       | M     | 323  |
| 11    | LMP   | 11 | Panoz Motorsports                             | Johnny O’Connell Jan Magnussen Max Angelelli                 | Ford (Élan) 6.0L V8          | M     | 323  |
| 12    | GTS   | 52 | Viper Team Oreca                              | Tommy Archer Justin Bell Marc Duez                           | Chrysler Viper GTS-R         | M     | 318  |
| 12    | GTS   | 52 | Viper Team Oreca                              | Tommy Archer Justin Bell Marc Duez                           | Chrysler 8.0L V10            | M     | 318  |
| 13    | GT    | 81 | Manthey Racing GmbH                           | Uwe Alzen Patrick Huisman Luca Riccitelli                    | Porsche 911 GT3-R            | P     | 317  |
| 13    | GT    | 81 | Manthey Racing GmbH                           | Uwe Alzen Patrick Huisman Luca Riccitelli                    | Porsche 3.6L Flat-6          | P     | 317  |
| 14    | GTS   | 56 | Chamberlain Engineering                       | Ni Amorim Hans Hugenholtz Toni Seiler                        | Chrysler Viper GTS-R         | M     | 314  |
| 14    | GTS   | 56 | Chamberlain Engineering                       | Ni Amorim Hans Hugenholtz Toni Seiler                        | Chrysler 8.0L V10            | M     | 314  |
| 15    | GTS   | 50 | CICA Team Oreca                               | Manuel Mello-Breyner Pedro Mello-Breyner Tomaz Mello-Breyner | Chrysler Viper GTS-R         | M     | 312  |
| 15    | GTS   | 50 | CICA Team Oreca                               | Manuel Mello-Breyner Pedro Mello-Breyner Tomaz Mello-Breyner | Chrysler 8.0L V10            | M     | 312  |
| 16    | GTS   | 55 | Paul Belmondo Racing                          | Emmanuel Clérico Jean-Claude Lagniez Guy Martinolle          | Chrysler Viper GTS-R         | D     | 309  |
| 16    | GTS   | 55 | Paul Belmondo Racing                          | Emmanuel Clérico Jean-Claude Lagniez Guy Martinolle          | Chrysler 8.0L V10            | D     | 309  |
| 17    | GTS   | 54 | Paul Belmondo Racing                          | Paul Belmondo Tiago Monteiro Marc Rostan                     | Chrysler Viper GTS-R         | D     | 299  |
| 17    | GTS   | 54 | Paul Belmondo Racing                          | Paul Belmondo Tiago Monteiro Marc Rostan                     | Chrysler 8.0L V10            | D     | 299  |
| 18    | GTS   | 64 | Konrad Motorsport                             | Franz Konrad Peter Kitchak Charles Slater                    | Porsche 911 GT2              | D     | 293  |
| 18    | GTS   | 64 | Konrad Motorsport                             | Franz Konrad Peter Kitchak Charles Slater                    | Porsche 3.8L Turbo Flat-6    | D     | 293  |
| 19    | GT    | 80 | Champion Racing                               | Dirk Müller Bob Wollek Bernd Mayländer                       | Porsche 911 GT3-R            | P     | 292  |
| 19    | GT    | 80 | Champion Racing                               | Dirk Müller Bob Wollek Bernd Mayländer                       | Porsche 3.6L Flat-6          | P     | 292  |
| 20    | GTS   | 62 | Roock Racing                                  | Claudia Hürtgen André Ahrle Vincent Vosse                    | Porsche 911 GT2              | Y     | 290  |
| 20    | GTS   | 62 | Roock Racing                                  | Claudia Hürtgen André Ahrle Vincent Vosse                    | Porsche 3.8L Turbo Flat-6    | Y     | 290  |
| 21    | GT    | 84 | Perspective Racing                            | Thierry Perrier Jean-Louis Ricci Michel Nourry               | Porsche 911 3.8 RSR          | P     | 288  |
| 21    | GT    | 84 | Perspective Racing                            | Thierry Perrier Jean-Louis Ricci Michel Nourry               | Porsche 3.8L Flat-6          | P     | 288  |
| 22    | GTS   | 57 | Chamberlain Engineering                       | Thomas Erdos Christian Vann Christian Gläsel                 | Chrysler Viper GTS-R         | M     | 270  |
| 22    | GTS   | 57 | Chamberlain Engineering                       | Thomas Erdos Christian Vann Christian Gläsel                 | Chrysler 8.0L V10            | M     | 270  |
| 23 NS | GTS   | 65 | Chereau Sports Larbre Compétition             | Jean-Luc Chereau Patrice Goueslard Pierre Yver               | Porsche 911 GT2              | M     | 240  |
| 23 NS | GTS   | 65 | Chereau Sports Larbre Compétition             | Jean-Luc Chereau Patrice Goueslard Pierre Yver               | Porsche 3.8L Turbo Flat-6    | M     | 240  |
| 24 NU | LMP   | 17 | Team BMW Motorsport                           | Tom Kristensen JJ Lehto Jörg Müller                          | BMW V12 LMR                  | M     | 304  |
| 24 NU | LMP   | 17 | Team BMW Motorsport                           | Tom Kristensen JJ Lehto Jörg Müller                          | BMW S70 6.0L V12             | M     | 304  |
| 25 NU | GTS   | 53 | Viper Team Oreca                              | David Donohue Jean-Philippe Belloc Soheil Ayari              | Chrysler Viper GTS-R         | M     | 271  |
| 25 NU | GTS   | 53 | Viper Team Oreca                              | David Donohue Jean-Philippe Belloc Soheil Ayari              | Chrysler 8.0L V10            | M     | 271  |
| 26 NU | GTS   | 63 | Roock Racing                                  | Hubert Haupt John Robinson Hugh Price                        | Porsche 911 GT2              | Y     | 232  |
| 26 NU | GTS   | 63 | Roock Racing                                  | Hubert Haupt John Robinson Hugh Price                        | Porsche 3.8L Turbo Flat-6    | Y     | 232  |
| 27 NU | LMP   | 19 | Team Goh David Price Racing                   | Hiro Matsushita Hiroki Katō Akihiko Nakaya                   | BMW V12 LM                   | M     | 223  |
| 27 NU | LMP   | 19 | Team Goh David Price Racing                   | Hiro Matsushita Hiroki Katō Akihiko Nakaya                   | BMW S70 6.0L V12             | M     | 223  |
| 28 NU | LMP   | 26 | Konrad Motorsport Talkline Racing for Holland | Jan Lammers Peter Kox Tom Coronel                            | Lola B98/10                  | D     | 213  |
| 28 NU | LMP   | 26 | Konrad Motorsport Talkline Racing for Holland | Jan Lammers Peter Kox Tom Coronel                            | Ford (Roush) 6.0L V8         | D     | 213  |
| 29 NU | LMGTP | 10 | Audi Sport UK Ltd.                            | James Weaver Andy Wallace Perry McCarthy                     | Audi R8C                     | M     | 198  |
| 29 NU | LMGTP | 10 | Audi Sport UK Ltd.                            | James Weaver Andy Wallace Perry McCarthy                     | Audi 3.6L Turbo V8           | M     | 198  |
| 30 NU | LMGTP | 2  | Toyota Motorsport Toyota Team Europe          | Thierry Boutsen Ralf Kelleners Allan McNish                  | Toyota GT-One                | M     | 173  |
| 30 NU | LMGTP | 2  | Toyota Motorsport Toyota Team Europe          | Thierry Boutsen Ralf Kelleners Allan McNish                  | Toyota R36V 3.6L Turbo V8    | M     | 173  |
| 31 NU | GTS   | 61 | Freisinger Motorsport                         | Ernst Palmberger Wolfgang Kaufmann Michel Ligonnet           | Porsche 911 GT2              | D     | 157  |
| 31 NU | GTS   | 61 | Freisinger Motorsport                         | Ernst Palmberger Wolfgang Kaufmann Michel Ligonnet           | Porsche 3.8L Turbo Flat-6    | D     | 157  |
| 32 NU | LMP   | 27 | Kremer Racing                                 | Tomás Saldaña Grant Orbell Didier de Radiguès                | Lola B98/10                  | G     | 46   |
| 32 NU | LMP   | 27 | Kremer Racing                                 | Tomás Saldaña Grant Orbell Didier de Radiguès                | Ford (Roush) 6.0L V8         | G     | 46   |
| 33 NU | GTS   | 67 | Larbre Compétition                            | Jean-Pierre Jarier Sébastien Bourdais Pierre de Thoisy       | Porsche 911 GT2              | M     | 134  |
| 33 NU | GTS   | 67 | Larbre Compétition                            | Jean-Pierre Jarier Sébastien Bourdais Pierre de Thoisy       | Porsche 3.8L Turbo Flat-6    | M     | 134  |
| 34 NU | GTS   | 66 | Estoril Racing Communication                  | Manuel Monteiro Michel Monteiro Michel Maisonneuve           | Porsche 911 GT2              | P     | 123  |
| 34 NU | GTS   | 66 | Estoril Racing Communication                  | Manuel Monteiro Michel Monteiro Michel Maisonneuve           | Porsche 3.8L Turbo Flat-6    | P     | 123  |
| 35 NU | LMP   | 22 | Nissan Motorsports                            | Michael Krumm Satoshi Motoyama Érik Comas                    | Nissan R391                  | B     | 110  |
| 35 NU | LMP   | 22 | Nissan Motorsports                            | Michael Krumm Satoshi Motoyama Érik Comas                    | Nissan VRH50A 5.0L V8        | B     | 110  |
| 36 NU | LMGTP | 1  | Toyota Motorsport Toyota Team Europe          | Martin Brundle Emmanuel Collard Vincenzo Sospiri             | Toyota GT-One                | M     | 90   |
| 36 NU | LMGTP | 1  | Toyota Motorsport Toyota Team Europe          | Martin Brundle Emmanuel Collard Vincenzo Sospiri             | Toyota R36V 3.6L Turbo V8    | M     | 90   |
| 37 NU | LMP   | 25 | Team DAMS                                     | Christophe Tinseau Franck Montagny David Terrien             | Lola B98/10                  | P     | 77   |
| 37 NU | LMP   | 25 | Team DAMS                                     | Christophe Tinseau Franck Montagny David Terrien             | Judd GV4 4.0L V10            | P     | 77   |
| 38 NU | LMGTP | 6  | AMG-Mercedes                                  | Bernd Schneider Franck Lagorce Pedro Lamy                    | Mercedes-Benz CLR            | B     | 76   |
| 38 NU | LMGTP | 6  | AMG-Mercedes                                  | Bernd Schneider Franck Lagorce Pedro Lamy                    | Mercedes-Benz GT108C 5.7L V8 | B     | 76   |
| 39 NU | LMGTP | 5  | AMG-Mercedes                                  | Christophe Bouchut Nick Heidfeld Peter Dumbreck              | Mercedes-Benz CLR            | B     | 75   |
| 39 NU | LMGTP | 5  | AMG-Mercedes                                  | Christophe Bouchut Nick Heidfeld Peter Dumbreck              | Mercedes-Benz GT108C 5.7L V8 | B     | 75   |
| 40 NU | LMP   | 24 | Autoexe Motorsport                            | Yōjirō Terada Franck Fréon Robin Donovan                     | Autoexe LMP99                | Y     | 74   |
| 40 NU | LMP   | 24 | Autoexe Motorsport                            | Yōjirō Terada Franck Fréon Robin Donovan                     | Ford 6.0L V8                 | Y     | 74   |
| 41 NU | LMP   | 29 | JB Racing                                     | Jérôme Policand Mauro Baldi Christian Pescatori              | Ferrari 333 SP               | P     | 71   |
| 41 NU | LMP   | 29 | JB Racing                                     | Jérôme Policand Mauro Baldi Christian Pescatori              | Ferrari F130E 4.0L V12       | P     | 71   |
| 42 NU | LMP   | 32 | Riley & Scott Europe Solution F               | Marco Apicella Carl Rosenblad Shane Lewis                    | Riley & Scott Mk III/2       | P     | 67   |
| 42 NU | LMP   | 32 | Riley & Scott Europe Solution F               | Marco Apicella Carl Rosenblad Shane Lewis                    | Ford 6.0L V8                 | P     | 67   |
| 43 NU | LMGTP | 9  | Audi Sport UK Ltd.                            | Stefan Johansson Stéphane Ortelli Christian Abt              | Audi R8C                     | M     | 55   |
| 43 NU | LMGTP | 9  | Audi Sport UK Ltd.                            | Stefan Johansson Stéphane Ortelli Christian Abt              | Audi 3.6L Turbo V8           | M     | 55   |
| 44 NU | LMP   | 31 | Riley & Scott Europe Solution F               | Philippe Gache Gary Formato Olivier Thévenin                 | Riley & Scott Mk III/2       | P     | 25   |
| 44 NU | LMP   | 31 | Riley & Scott Europe Solution F               | Philippe Gache Gary Formato Olivier Thévenin                 | Ford 6.0L V8                 | P     | 25   |
| 45 NU | GTS   | 60 | Freisinger Motorsport                         | Ray Lintott Manfred Jurasz Katsunori Iketani                 | Porsche 911 GT2              | D     | 24   |
| 45 NU | GTS   | 60 | Freisinger Motorsport                         | Ray Lintott Manfred Jurasz Katsunori Iketani                 | Porsche 3.8L Turbo Flat-6    | D     | 24   |
| NW    | LMGTP | 4  | AMG-Mercedes                                  | Mark Webber Jean-Marc Gounon Marcel Tiemann                  | Mercedes-Benz CLR            | B     | –    |
| NW    | LMGTP | 4  | AMG-Mercedes                                  | Mark Webber Jean-Marc Gounon Marcel Tiemann                  | Mercedes-Benz GT108C 5.7L V8 | B     | –    |
| NW    | LMP   | 23 | Nissan Motorsports                            | Aguri Suzuki Masami Kageyama Eric van de Poele               | Nissan R391                  | B     | –    |
| NW    | LMP   | 23 | Nissan Motorsports                            | Aguri Suzuki Masami Kageyama Eric van de Poele               | Nissan VRH50A 5.0L V8        | B     | –    |
| NW    | GT    | 83 | GFB MacQuillan                                | Michel Neugarten Gerard MacQuillan Chris Gleason             | Porsche 911 3.8 RSR          | P     | –    |
| NW    | GT    | 83 | GFB MacQuillan                                | Michel Neugarten Gerard MacQuillan Chris Gleason             | Porsche 3.8L Flat-6          | P     | –    |